# Menashe (conseil régional)
Le conseil régional de Menashe, en hébreu : מועצה אזורית מנשה, est situé à proximité de la ville de Hadera, au sud du district de Haïfa en Israël. Il est créé en 1950 et sa population s'élève, en 2016, à 19 390 habitants.

## Liste des communautés
Le conseil régional regroupe les communautés suivantes :
- Kibbutzim
  - Barkai (en) · Ein Shemer · Gan-Shmuel · Kfar Glikson (en) · Lehavot Haviva (en) · Magal · Ma'anit (en) · Metzer (en) · Mishmarot · Regavim

- Moshavim
  - Ein Iron (en) · Gan HaShomron (en) · Kfar Pines (en) · Maor (en) · Mei Ami (en) · Sde Yitzhak (en) · Talmei Elazar (en)

- Villages arabes
  - Al-Arian · Meiser (en) · Umm al-Qutuf

- Autres communautés
  - Alonei Yitzhak (en) · Sha'ar Menashe (en)

## Source de la traduction
- (en) Cet article est partiellement ou en totalité issu de l’article de Wikipédia en anglais intitulé « Menashe Regional Council » (voir la liste des auteurs).